# Cristoforo Ferretti
Cristoforo Ferretti (Ancona, 20 novembre 1784 – Tremezzo, 23 luglio 1869) è stato un politico e militare italiano.

## Biografia
Cristoforo Ferretti, figlio del conte Oliverotto (o Liverotto) Ferretti e di sua moglie, la nobildonna Flavia Manciforte Sperelli, nacque ad Ancona nel 1784. Nella sua famiglia egli vantava parenti illustri come suo fratello Pietro, ministro poi nel Regno delle Due Sicilie, suo fratello Gabriele Ferretti, poi cardinale segretario di stato, e il cugino Giovanni Mastai Ferretti, poi salito al soglio pontificio dal 1846 col nome di Pio IX.
Iscrittosi alla carriera militare nelle file dell'esercito austriaco (che all'epoca aveva il compito di difendere anche lo Stato della Chiesa) ove rimase sino a quando Ancona non venne ammessa al Regno d'Italia napoleonico nel 1809, fatto che lo indusse a intraprendere una nuova carriera militare dapprima nell'esercito napoleonico col quale prese parte nel 1812 alla rovinosa campagna di Russia. Dopo la caduta dei napoleonici, tornò nelle file dell'esercito austriaco e si stabilì a Milano come ufficiale di riserva. Grazie alla crescente influenza del fratello Gabriele e del cugino Giovanni nella curia romana, egli venne chiamato a Roma per domare i dissidi tra Impero e Santa Sede circa l'occupazione fatta dall'esercito austriaco della città di Ferrara, compresa entro i confini del Patrimonio di San Pietro.
Allo scoppio della Prima guerra d'indipendenza italiana, passò all'esercito piemontese, ove ottenne il comando della piazza d'arme di Milano col grado di Colonnello e ottenne successivamente il governo di Monaco per breve tempo per conto del re Carlo Alberto. Nel 1849 venne promosso maggiore generale, poi luogotenente generale e tenente generale. Venne nominato senatore nel 1860.
Negli ultimi anni di vita, per curare le proprie malattie, si spostò nella salubre area di Tremezzo, sul lago di Como, ove morì nel 1869.
Sin dalla giovane età fu iscritto all'Ordine del Santo Sepolcro di Gerusalemme, divenendone poi Luogotenente nel Regno Lombardo-Veneto.